# Derek F. Abell
Derek F. Abell (* 12. September 1938 in England) ist ein britischer Wirtschaftswissenschaftler und emeritierter Professor an der ETH Zürich, an der EPF Lausanne und am IMD in Lausanne.

## Leben
Derek F. Abell studierte Aeronautik an der Universität von Southampton und machte gleichzeitig eine Lehre bei der Firma Saunders-Roe. 1964 ging er an das Massachusetts Institute of Technology in Boston, um den Masters Degree zu erwerben und danach direkt mit dem Doktortitel an der Harvard Business School abzuschließen. Von 1969 bis 1981 war er Professor an der Harvard Business School und Visiting Professor am INSEAD, Fontainebleau (1971/1972), von 1981 bis 1989 war er Dekan an der IMEDE Lausanne und seitdem IMD-Professor. Er war ab 1. Februar 1994 ordentlicher Professor für Technologie und Management an der ETH Zürich und der EPF Lausanne mit einem 50%-Pensum. Für die anderen 50 % war er Professor am IMD Lausanne. Im Oktober 2003 erfolgte der Übertritt in den Ruhestand.

## Forschung
Als Marketingspezialist befasste er sich in Forschung und Unterricht mit Strategic Management und General Management. Zu diesen Themen hat er fünf Bücher veröffentlicht. Für verschiedene internationale Unternehmen sowie Regierungen (Polen und Ex-Jugoslawien) war er als Unternehmensberater tätig. Außerdem hat er zahlreiche Executive Seminars für Groß- und Kleinbetriebe entwickelt, geleitet und unterrichtet.
Derek Abell war verantwortlich für die Zusammenarbeit zwischen ETH Zürich, EPF Lausanne, IMD, als Direktor des Programmes „Leading the Technology Enterprise“ und Co-Direktor des „Center for Technology and Management“. Am IMD war er Direktor des „Seminar for Senior Executives“.

## Publikationen (Auswahl)
- Derek F. Abell: Dynamic entrepreneurship in Central and Eastern Europe. DELWEL, The Hague 1993, ISBN 90-6155-549-3.
- Derek F. Abell: Managing with dual strategies. Free Press, Riverside 1993, ISBN 1-4516-0224-3.